# Roy Sainsbury
Roy Sainsbury (* 12. April 1942 in Birmingham; † 20. Januar 2022) war ein britischer Jazzgitarrist.

## Leben und Wirken
Roy Sainsbury wuchs als Sohn eines Schlagzeugers und Bandleaders in Bristol auf; sein Patenonkel war halbprofessioneller Gitarrist. Er nahm Unterricht bei der regionalen Gitarrengröße Jack Toogood. Bekannt wurde er landesweit, als er als Jugendlicher in den 1950er Jahren in der BBC-Rundfunkserie Guitar Club auftrat. Nach seinen frühen Ausflügen in den Rock’n’Roll wandte er sich dem Jazz zu, als er in seiner Heimatstadt die erste von vielen Tanzbands gründete. Anschließend spielte er mit dem Midland Radio Orchestra. Mit dieser Formation und mit seinem Trio wurde er in vielen Radiosendungen der BBC, etwa in Humphrey Lyttletons Jazz Notes, präsentiert. Weiterhin trat er mit Nat Whitworths New Million Aires und später mit der Bryan Jones Big Band auf, einer beliebten und beständigen Formation in der Jazzszene der West Midlands, Shropshire und Mid-Wales.
Im Bereich des Jazz war er laut Tom Lord zwischen 1978 und 2007 an drei Aufnahmesessions beteiligt, zunächst mit The New Million Airs Orchestra. Unter eigenem Namen entstanden die Alben I've Got It Bad (auf dem er mit seinem Quintett die Sängerin Jane Christie begleitete) und My Foolish Heart, auf dem Sainsbury mit dem Bassisten Zoltan Dekany eine Reihe von Jazzstandards wie „Autumn Leaves“, „Out of Nowhere“ und „’Round Midnight“ interpretierte.
Sainsbury spielte im Laufe seiner Karriere mit vielen Jazzmusikern, darunter Scott Hamilton, Peanuts Hucko, Tommy Whittle und Don Lusher, außerdem hatte er einige Engagements mit den „British Kings of Swing“, bestehend aus Digby Fairweather (Trompete) und Roy Williams (Posaune), Alan Barnes, Neil Bullock (Schlagzeug) und Tom Hill am Bass. Sainsbury, der zuletzt in Codsall, South Staffordshire, lebte, starb im Januar 2022 nach langer Krankheit im Alter von 79 Jahren.